# Athenäum (Rom)

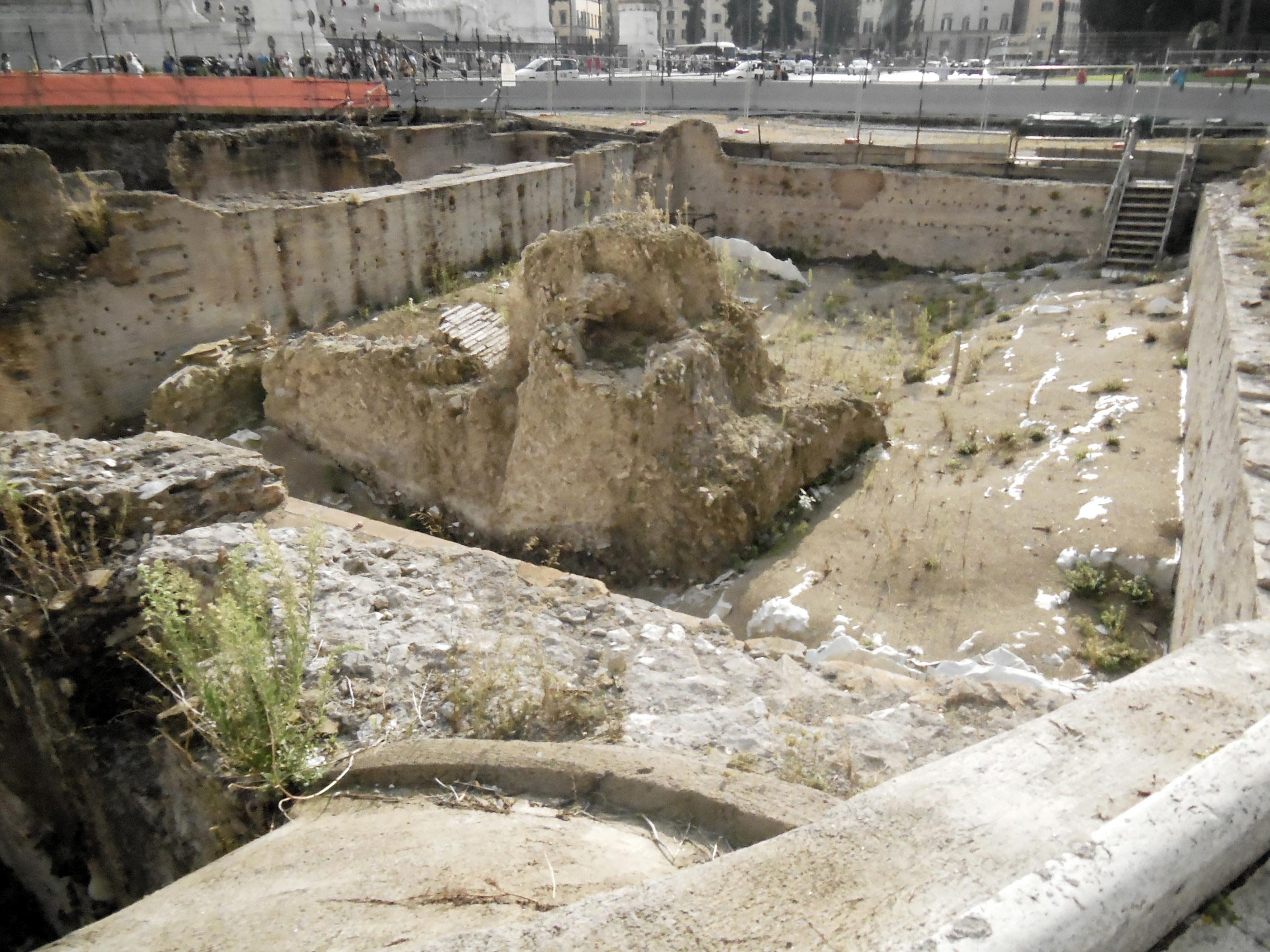
Athenäum, Überreste bei der Piazza Madonna di Loreto in Rom

Das Athenäum (Athenaion) ist eigentlich ein Heiligtum der Göttin Athene, dann aber eine von Kaiser Hadrian um 135 in Rom gegründete Bildungseinrichtung, die Fächer der allgemeinen Wissenschaften, den so genannten artes liberales (heute englisch immer noch Liberal Arts), umfasste. Das Gebäude wurde auch Auditorium des Hadrian genannt. Hier lasen auch Schriftsteller ihre Werke öffentlich vor.
In den Provinzen, u. a. in Lyon und Nîmes, wurden ähnliche Stätten gegründet. In Konstantinopel stiftete Kaiser Theodosius II. 425 ein solches Athenäum, die so genannte Universität von Konstantinopel.

## Gebäude
Im Zuge der Ausgrabungen für den Bau der Metro-Linie C wurden zwischen 2007 und 2011 die Überreste von Hadrians Athenäum auf der Piazza Madonna di Loreto in der Nähe der Piazza Venezia freigelegt.